# 9962 Пфау
9962 Пфау (9962 Pfau) — астероїд головного поясу, відкритий 28 грудня 1991 року.
Тіссеранів параметр щодо Юпітера — 3,523.